# Antodynerus congolensis
Antodynerus congolensis är en stekelart som först beskrevs av Joseph Charles Bequaert 1918.  Antodynerus congolensis ingår i släktet Antodynerus och familjen Eumenidae. Inga underarter finns listade i Catalogue of Life.